# Clubiona kasanensis
Clubiona kasanensis är en spindelart som beskrevs av Paik 1990. Clubiona kasanensis ingår i släktet Clubiona och familjen säckspindlar. Inga underarter finns listade i Catalogue of Life.